# Josef Hlinomaz
Josef Hlinomaz, född 9 oktober 1914 i Prag, Böhmen, Österrike-Ungern, död 8 augusti 1978 i Split, Jugoslavien, var en tjeckisk skådespelare och konstnär. Hlinomaz medverkade som skådespelare i nära 200 filmer och TV-produktioner, för det mesta i små men färgstarka och udda biroller.

## Filmografi, urval
- 1952 – Kejsarens bagare
- 1952 – Den stolta prinsessan
- 1952 – Haseks berättelser från den gamla monarkin
- 1953 – Blodets hemlighet
- 1957 – Dobrý voják Švejk
- 1963 – Rusalka
- 1964 – Lemonade Joe
- 1966 – Happy End
- 1967 – Luftskeppet
- 1970 – Kometen
- 1976 – Sommar med en cowboy